# Bataille de Beït Djine
- Territoire contrôlé par le gouvernement syrien et ses alliés
- Territoire contrôlé par l'Armée syrienne libre et Hayat Tahrir al-Cham

Guerre civile syrienne
Batailles
La bataille de Beït Djine a lieu de septembre à décembre 2017 pendant la guerre civile syrienne.

## Prélude
La poche de Beït Djine est située au sud-ouest du gouvernorat de Rif Dimachq et occupe une position stratégique près de la frontière avec le Liban et près du plateau du Golan, tenu par l'armée israélienne,. La poche comprend les localités de Beït Djine (en) à l'ouest, Mazraat Beït Djine (en) au centre et Maghar al-Mer (en) à l'est, un village à majorité druze, abandonné par ses habitants. Cette zone se situe sur les flancs du Mont Hermon et est tenue depuis 2012 par les rebelles. Une offensive est lancée le 28 septembre par les troupes du régime contre cette poche qui est alors la dernière occupée par les rebelles dans l'ouest du gouvernorat de Rif Dimachq. 

## Forces en présence
La poche est défendue par plusieurs groupes rebelles, avec notamment la Brigade Omar bin al-Khattab ou le Liwa al-Izz, affiliés à l'Armée syrienne libre, ainsi que par Hayat Tahrir al-Cham, qui ne constitue cependant pas la majorité des combattants,. 
Côté loyaliste, l'offensive est lancée par l'armée syrienne qui engage des troupes des 7e et 4e divisions, la milice Quwat Dir al-Watan, ainsi que quelques contingents du régiment d'Hermon, constitué en bonne partie d'ancien combattants rebelles,. Ces troupes sont appuyées par le Hezbollah et des milices chiites, comme le Liwa al-Imam al-Hussein, un groupe irakien,.

## Déroulement
En octobre, les forces du régime commencent à bombarder la poche de Beït Djine,,. Fin novembre, les frappes s'intensifient,. Le 1er décembre, un hélicoptère du régime est abattu par les rebelles. Fin novembre et début décembre, des combats ont lieu dans les collines de Bardaya,.
Le 24 décembre, appuyés par l'artillerie, l'armée syrienne, le Hezbollah et des milices chiites se rapprochent de Beït Djine par le sud et par l'est,,,. Le village de Maghar al-Mer est encerclé,,. Le 28 décembre, les loyalistes contrôlent 80 des 120 kilomètres carrés qui étaient tenus par les rebelles. Ces derniers capitulent alors : certains acceptent un accord d'évacuation, d'autres restent sur place et acceptent un « accord de réconciliation »,.
Le 29 décembre, l'évacuation des rebelles et des membres de leur famille commence ; certains sont déplacés vers la région d'Idleb et d'autres vers la région de Deraa,,,. Une centaine de combattants de Hayat Tahrir al-Cham accompagnés de membres de leurs familles arrivent à Idleb le 30 décembre,,. Les évacuations s'achèvent le 2 janvier 2018.

## Pertes
Selon une enquête réalisée par Gregory Waters pour Bellingcat, 95  à   117 soldats et miliciens du régime sont tués pendant la bataille de Beït Djine.

## Vidéographie
- [vidéo] Syrie : bombardements "d'une violence sans précédent" près d'Idleb, France 24, 30 décembre 2017.